# Ostzusammenarbeit
Der Bund, die Bundesbehörden (DEZA / SECO) unterscheiden in der schweizerischen Ostzusammenarbeit die Transitionshilfe (ab 1990) und den Schweizer Beitrag an ausgewählte EU-Mitgliedstaaten (ab 2007).
| Schweizerische Ostzusammenarbeit | Schweizerische Ostzusammenarbeit | Schweizerische Ostzusammenarbeit | Schweizerische Ostzusammenarbeit | Schweizerische Ostzusammenarbeit | Schweizerische Ostzusammenarbeit | Schweizerische Ostzusammenarbeit |
| Transitionshilfe                 | Transitionshilfe                 | Transitionshilfe                 |                                  | Schweizer Beitrag                | Schweizer Beitrag                | Schweizer Beitrag                |
| -------------------------------- | -------------------------------- | -------------------------------- | -------------------------------- | -------------------------------- | -------------------------------- | -------------------------------- |
| in Mia. SFr.                     | in Mia. SFr.                     | in Mia. SFr.                     |                                  | in Mia. SFr.                     | in Mia. SFr.                     | in Mia. SFr.                     |
| 1990–2006                        |                                  | 3.45                             |                                  |                                  |                                  |                                  |
| 2007–2011                        |                                  | 0.73                             |                                  | 2007–2017                        |                                  | 1.0–1.3                          |
|                                  |                                  |                                  |                                  |                                  |                                  |                                  |

- Transitionshilfe, auch traditionelle Ostzusammenarbeit, traditionelle Osthilfe – unterstützt(e) den „Aufbau von Demokratie und sozialer Marktwirtschaft in ehemals sozialistischen Staaten Osteuropas und der früheren Sowjetunion“

- Schweizer Beitrag an ausgewählte EU-Mitgliedstaaten, auch Kohäsionsbeitrag, „Kohäsionsmilliarde“, oder nur „Schweizer Beitrag“ – die Finanzbeiträge der Schweiz an die Mitgliedstaaten der Europäischen Union, und zwar:
  - Erweiterungsbeitrag – unterstützt das „Engagement in den zehn neuen EU-Staaten mit dem Ziel, die wirtschaftlichen und sozialen Ungleichheiten in der erweiterten EU abzubauen“
  - Zweiter Schweizer Beitrag – 1'102 Millionen Franken sind zugunsten der EU-13-Länder zur Stärkung der Kohäsion unter anderem mit dem neuen Schwerpunktbereich Berufsbildung vorgesehen. 200 Millionen Franken sollen für Massnahmen im Bereich Migration eingesetzt werden und zwar auch in EU-Ländern ausserhalb der EU-13, die von Migrationsbewegungen besonders stark betroffen sind.

## Übersicht
| Schweizer Beitrag - Estland - Lettland - Litauen - Malta - Polen - Tschechien - Slowakei - Slowenien - Ungarn - Zypern - Rumänien* - Bulgarien* - Kroatien* | Transitionshilfe - Bosnien und Herzegowina - Serbien - Kosovo - Montenegro - Albanien - Nordmazedonien - Ukraine - Moldova - Georgien - Aserbaidschan - Armenien - Usbekistan - Kirgisistan - Tadschikistan | Schweizer Osthilfe läuft aus - Belarus - Kasachstan - Russland - Turkmenistan |
| | | * Nachtrag Erweiterungsbeitrag                                                |